# Jason Thompson (Autor)

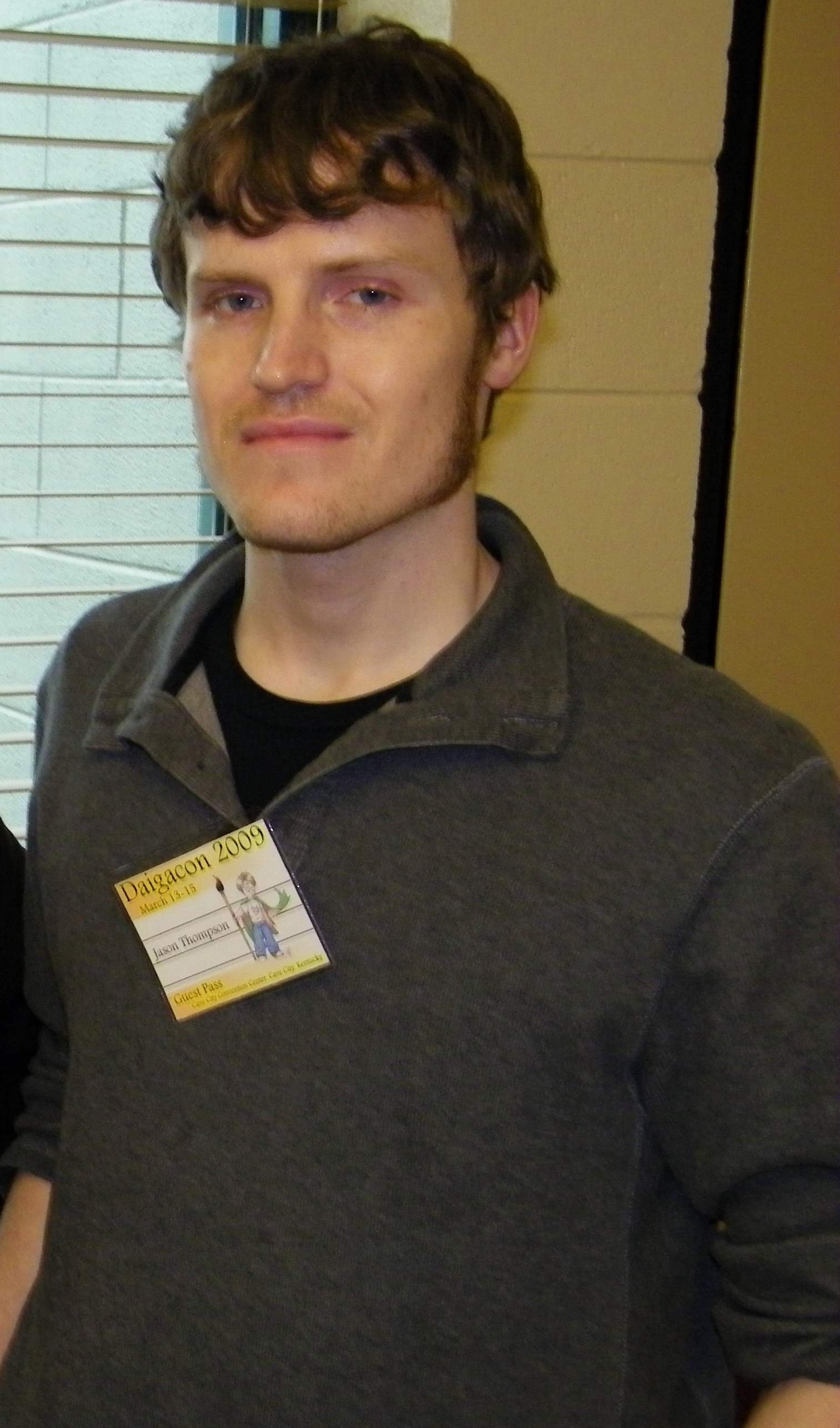
Jason Thompson auf der Daigacon 2009

Jason Thompson (* 1974 in San Francisco, Kalifornien) ist ein US-amerikanischer Redakteur, Journalist und Comiczeichner. 

## Leben
Er befasst sich als Journalist und Autor vorrangig mit Mangas, schrieb unter anderem für die Magazine Animerica, Otaku USA und The Comics Journal. Für das bis 2007 gemeinsam mit anderen Autoren geschaffene Buch Manga - The Complete Guide wurde der 2008 für den Eisner Award nominiert. Bei Anime News Network präsentiert er die Kolumne House of 1000 Manga, in der er weniger bekannte Serien vorstellt. Als Redakteur war er für den Verlag Viz Media tätig und betreute die amerikanische Ausgabe der Shōnen Jump, die von 2002 bis 2012 erschien.
Als Comicautor schuf er in den 1990ern zunächst einige Serien, die im Selbstverlag veröffentlicht wurden. Ab 2001 folgte mit The Stiff ein Webcomic. 2010 und 2011 veröffentlichte er über Del Rey den zweibändigen Comic Kings of RPGs. Ebenso 2011 brachte er einen über Crowdfunding finanzierten Comicband heraus.

## Bibliografie
Sachbücher
- Manga - The Complete Guide (2007, Herausgeber und Mitautor)

Comics
- The Stiff (Webcomic, seit 2001)
- Kings of RPGs (2 Teile, 2010/2011)
- The Dream-Quest of Unknown Kadath and Other Stories (Selbstverlag über Crowdfunding, 2011)